# ガイウス・マエケナス
ガイウス・キルニウス・マエケナス（ラテン語: Gaius Cilnius Maecenas、 紀元前70年4月13日 - 紀元前8年10月）は、共和政ローマ期からユリウス＝クラウディウス朝期にかけて活躍した政治家である。アウグストゥス(オクタウィアヌス)を外交・政治面で補佐し、元首政(プリンパキトゥス)確立に多大な貢献をしたが元老院議員にはならず騎士身分に留まり、公的な栄誉や役職を得る事はなかった。
また、アウグストゥス時代に輩出した新世代の詩人・文学者の最大の支援者としても知られ、皇帝アウグストゥスの文化面の補佐役でもあった。
後世、マエケナスの名前は「裕福さ」を示すものとなり、文化・芸術家の保護者としての意味も持つようになった（#メセナの語源を参照）。

## 略歴
ガイウス・マエケナスはエトルリア人の系統であり、自らが属するキルニル氏族の家系図も取り寄せていたようにその血統を誇りとしていた。キルニル氏族は紀元前4世紀にアッレティウム（現在のアレッツォ）での影響力と莫大な富によってアッレティウム市民からの嫉妬を買っていた。
クィントゥス・ホラティウス・フラックスは自らが最初に制作したオード（頌歌）の巻頭に、マエケナスに対する宛名の欄に「王族の子孫」（ラテン語: atavis edite regibus）と記した。また、タキトゥスは自著『年代記』でマエケナスを「キルニウス・マエケナス」と記している が、「キルニウス」はマエケナスの母方の氏族名であったため、事実上は「マエケナス」がコグノーメンでもあったと考えられる。
紀元前91年にエクィテス（騎士階級）の有力者の一人であった人物としてマルクス・トゥッリウス・キケロが言及するガイウス・マエケナス は、（当記事の）マエケナスの祖父または父であった可能性が考えられる。ホラティウスの証言はマエケナス自身の文化的な嗜好がマエケナスの生涯に高い学識的な利益をもたらしたことを伝えている。
マエケナスの財産の内、先祖からの相続分もあったと考えられるが、マエケナスが生涯に築き上げた財産の大部分はアウグストゥスとの繋がりによって得たものであり、アウグストゥス派の内戦勝利に大きく貢献したマエケナスは莫大な報酬をアウグストゥスより得たと伝わっている
オクタウィアヌスの同志として史料に現れるのは有力武将となるマルクス・ウィプサニウス・アグリッパやサルウィディエヌス・ルフス(英語版)よりも遅く、ダマスカスのニコラオス(英語版)はオクタウィアヌスがライバルであったマルクス・アントニウスに対抗すべくカンパニアで徴募活動った祭の同行者の1人として「ルーキウス・マエケナス」の名を記し、これはマエケナス本人かその父親とされる。
セクストゥス・プロペルティウスによると、マエケナスはムティナ（現：モデナ）、フィリッピ（現：ピリッポイ）およびペルシア（現：ペルージャ）での各戦闘にオクタウィアヌス側として関与したとされる。
紀元前40年、ブルンディシウムにおいてアントニウス陣営との緊張緩和のためアントニウス側の担当者ガイウス・アシニウス・ポッリオとの交渉に当たり、両陣営と良好な関係にあったマルクス・コッケイウス・ネルウァ(英語版)の仲介もあり、アントニウスとオクタウィアヌスの姉オクタウィアとの婚礼等を取り決めた協約の締結を実現した。
紀元前39年にホラティウスはマエケナスに紹介されたが、ホラティウス以前にルキウス・ウァリウス・ルフス（Lucius Varius Rufus）とプブリウス・ウェルギリウス・マロがマエケナスの庇護を受けていた。
紀元前38年、オクタウィアヌスが有力な海上勢力を率いていたセクストゥス・ポンペイウスとの戦いに敗れ、援助を要請するための使節としてアントニウスの下へ派遣された。翌年タレントゥムにて行われたオクタウィアヌとアントニウスの会談で折衝に当たり、難航しつつも最終的にアントニウスからポンペイウスとの戦いに必要な艦隊の増援を受け取る事で合意に達した。セクストゥスとの戦いが再開されるとオクタウィアヌの不在で混乱していたローマへ戻り治安回復の任に当たり、以後もイタリアにおけるオクタウィアヌの代理人として活動した。

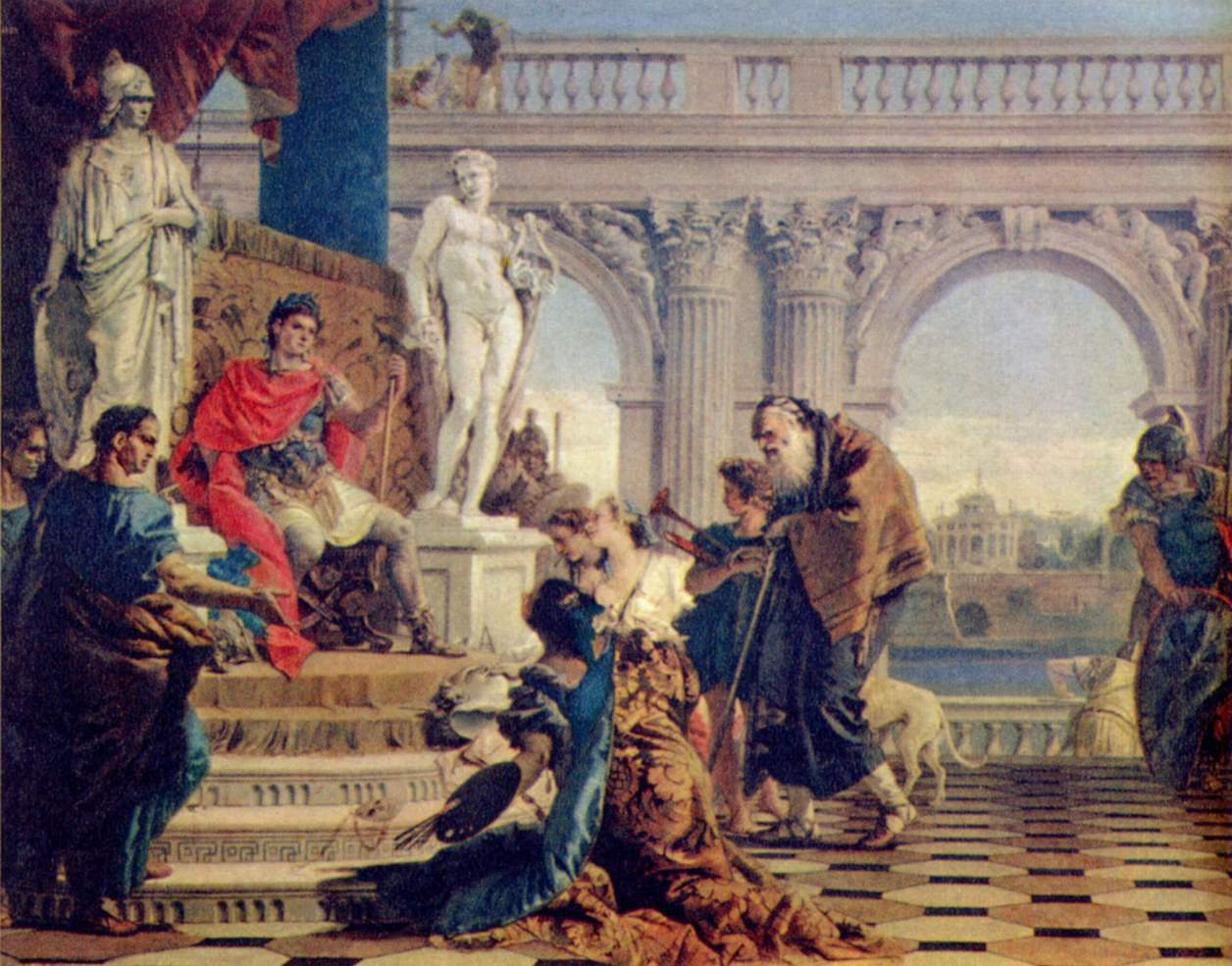
『皇帝アウグストゥスに諸芸術を示すマエケナス』。イタリア人画家ジョヴァンニ・バッティスタ・ティエポロによる1745年の作。

アクティウムの海戦（紀元前31年）の間はアウグストゥスの代理人としてローマ市を統治して、前36年に失脚した三頭官レピドゥスの息子マルクス・アエミリウス・レピドゥス・ミノル(en)による陰謀を迅速かつ秘密裏に鎮圧して一時期は失っていた秩序をすぐさま回復させた。
内乱の勝利後ガイウス・スエトニウス・トランクィッルスによると、アウルス・テレンティウス・ウァッロ・ムレナによる陰謀事件（紀元前22年）が発覚した時にマエケナスがウァッロ・ムレナの姉であった妻テレンティアへ事件の内容を漏らしたことで、アウグストゥスの不興を買ったとされる。なお、カッシウス・ディオはテレンティアとアウグストゥスが男女関係にあったことが不興を買った原因であったと伝えている。
一方で、アウグストゥスが病気の際は自身の邸宅以外にマエケナスの邸宅で療養したり、マエケナスの「軟膏のような巻き毛」（unguent-dripping curls）をアウグストゥスが茶化したりする 等、親密な関係を維持していたことが伝わっている。
紀元前23年にマエケナスはアウグストゥスの許可を得て隠棲（#マエケナス庭園も参照）し、以降は国政へ関与することは無くなった。紀元前8年、マエケナスはアウグストゥスへ自らの財産を全て相続する旨を言い残して死去した。

## 外交・政治的手腕について
マルクス・ウェッレイウス・パテルクルスは、マエケナスの人間および政治家としての性格で最大の特色を「緊急の危機に対する不断の監視を怠らないこと、先を読む力と行動力、但し、仕事においては楽しみながら、かつ過度の緊張は持たずに対応したこと」としている。
ホラティウスのオードによると、マエケナスは想像好きであったローマ人の特性である性質の強靭さが不十分であったと、暗に表現している。

## 文化の保護者として

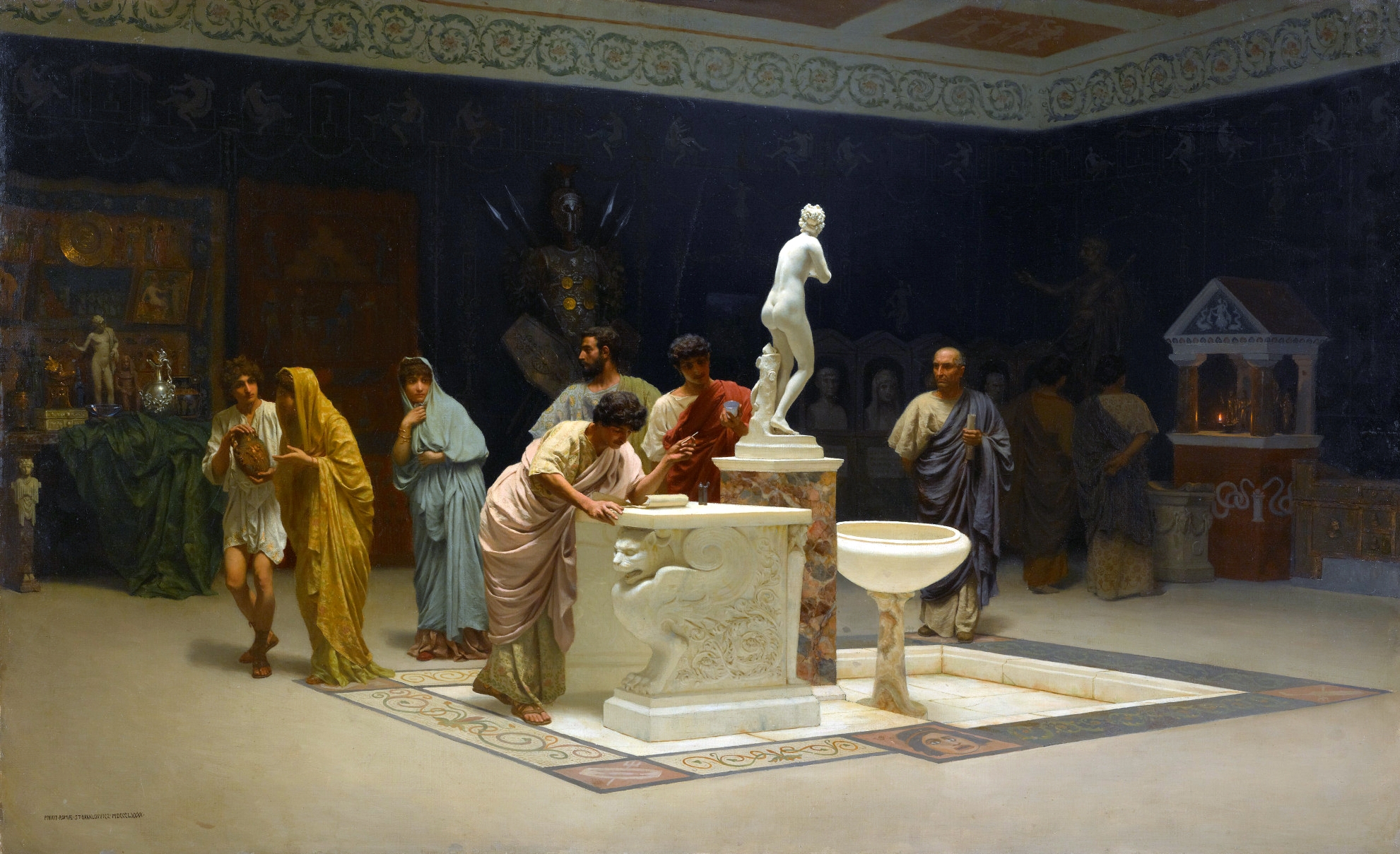
『ガイウス・マエケナス邸宅内の応接室』。ロシアで活躍したポーランド人画家ステファン・バカウォヴィチ（Stefan Bakałowicz）による1890年の作。

マエケナスは若い文学者・詩人を支援した人物として最も有名であり、マエケナスの名前は「文筆家・芸術家のパトロン」の代名詞ともなった。
名誉として『農耕詩』を書いたウェルギリウスを援助した他、ホラティウスは彼が作った詩を読んで感銘を受けたウェルギリウスによってマエケナスへ紹介され援助を受けることとなった。ホラティウスは、新しい支援者であるマエケナス宛に最初のオードを発刊した。
ホラティウスは、ギリシアの「エヴェルジェティズム」（Euergetism）と近い精神でサビネ山の私有地と同じぐらいの十分な金銭的支援をマエケナスより与えられた。
セクストゥス・アウレリウス・プロペルティウスも支援を受けた一人であり、ルキウス・ウァリウス・ルフス (Lucius Varius Rufus) やプロティウス・トゥッカ (Plotius Tucca) 、ガイウス・ウァルギウス・ルフス (Gaius Valgius Rufus) 、ドミティウス・マルスス (Domitius Marsus) などの知名度が高いと言えない詩人もまたマエケナスの保護を受けた。
文学に対する気前の良い支援者としてのマエケナスの行動（マエケナスの名を取って称される「メセナ」の語源）は、マルティアル（Martial）やユウェナル（Juvenal）らに支援を受けた者からの感謝が記された書簡から証明されている。
マエケナスの援助は、虚栄者やディレッタンテ（学問や芸術を単に趣味として愛好する人）ではなく、より高いレベルの文学を生み出す人材へと実行された。

宮廷での装飾的な技巧だけでなく、新しい発想を持って今までの物事の条理に合わせられる力などを持った才能の豊かな文筆家・詩人をマエケナスは認めた。
ウェルギリウスの『牧歌』と『農耕詩』の間に起こったテーマの大きな変化は、ウェルギリウスの才能をマエケナスが示した指導で生み出された結果でもあった。ホラティウスについても、最初に発刊したオード（エピクロス主義を宣言）と第3集のオード（ホラティウスの最も著名な作品）の間に起こった変化は、ウェルギリウスと同様にマエケナスによる影響を受けた結果であったと言える。
プロペルティウスに対しても、マエケナスは公共の利益のテーマへの愛に関して絶えずハープを弾きながら、それほど男性的でない特質を楽しませることに尽力した。
マエケナスの文人への支援活動の動機が政治的なものであったなら、マエケナスの支援を受けた詩人・文筆家に対して影響を及ぼすことは出来なかったであろう。マエケナスのサロンを形作る才能ある人物を多く集めたマエケナスの大きな魅力は純真さと誠実さであった。
マエケナスが仲間として認める特別な基準は無かったけれども、マエケナスが価値を見出した人物は、仲間として認められて扱われた。マエケナスの知恵の多くは、ホラティウスの『風刺詩』や『詩論』に生かされている。また、ウェルギリウスの『農耕詩』、ホラティウスのオードの最初の3冊や最初に発刊した『詩論』などの多くの書物にマエケナスの名前が取り上げられた。

## 著作活動
マエケナスは文筆家への援助だけでなく、自身でも散文と詩歌の両方を書いており、今日まで20篇ほどの作品の断片が残っているが、自らが援助した詩人や文筆家のような文学的な名声を得る程の能力は無かったことが示されている。
マエケナスの作品は種々のテーマを扱っている。ギリシア神話のプロメーテウスに因んだ物、シンポジウムのような対話集（ウェルギリウス、ホラティウス、メッサッラも出席していた）、『De cultu suo』（彼の生き方）、『In Octaviam』（小オクタウィア（アウグストゥスの姉）を題材とした詩）といった作品を作成したが、妙な文体であったり、文脈で使うには不適当な単語があったり、文脈自体のズレが多かったりして、友人でもある皇帝アウグストゥスや、マエケナスより後の時代のローマ人であるルキウス・アンナエウス・セネカやクインティリアヌスらの物笑いとなった。
なお、カッシウス・ディオによると、マエケナスは速記システムの発明者であったと伝わっている。

## マエケナス庭園
マエケナスは有名な庭園を設計し、1つ目はローマ市内のエスクィリヌスの丘とセルウィウス城壁 、ラミア（Lamia）の庭に近いネクロポリスに隣接した場所へヘレニズムおよびペルシア風の庭園を造園した。
マエケナスは庭園内にローマで初めて温水プールを建築したと言われている。
マエケナス庭園は、ローマ文化を凝縮した書庫のような存在であったが、その庭園とティブル（現：ティヴォリ）に建てられた豪華な別荘はセネカの不快を買ったとされる。

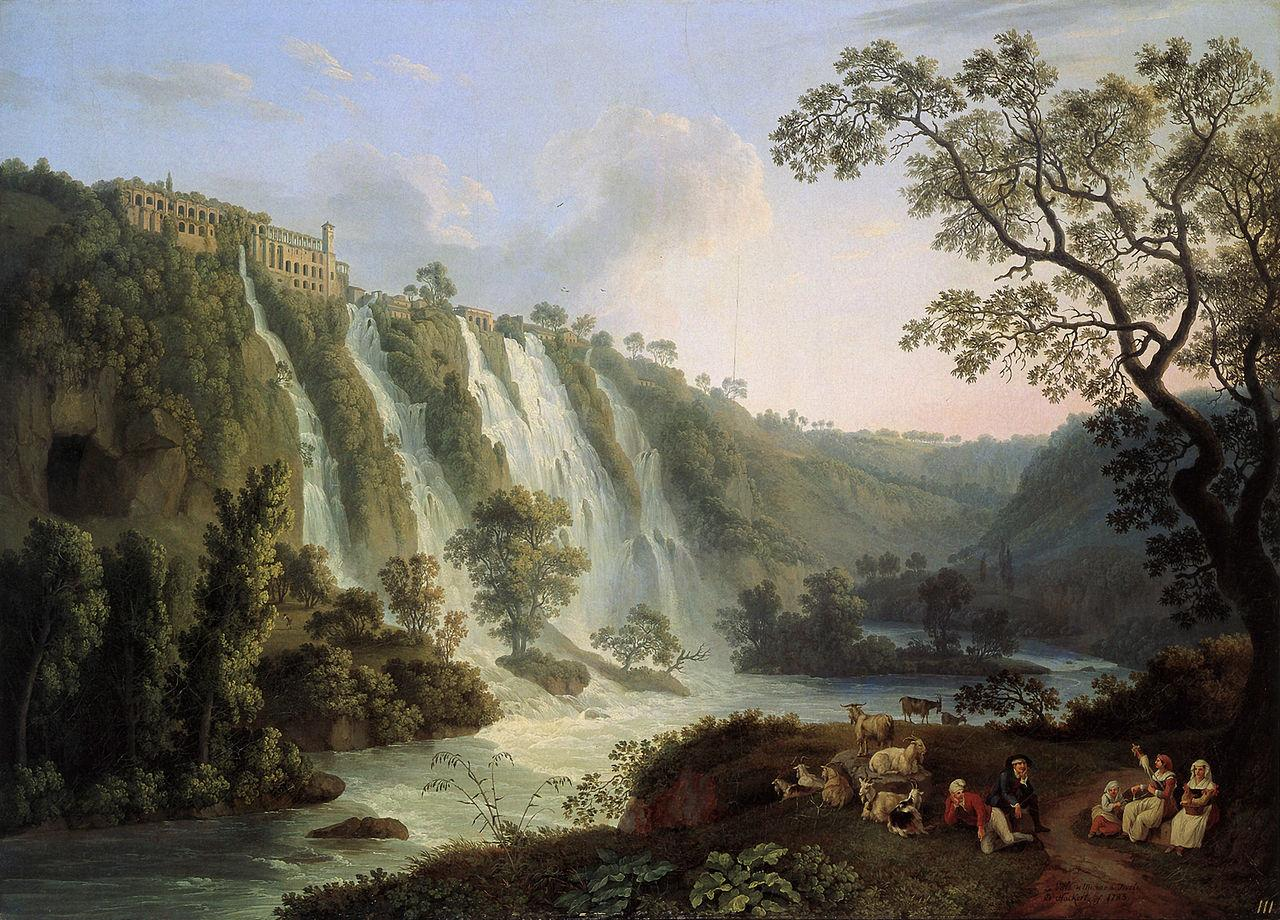
『ティブルのマエケナス別荘』（"Villa des Maecenas mit den Wasserfällen in Tivoli"）。ドイツ人画家ヤコブ・フィリップ・ハッケルトによる1783年の作。

マエケナス庭園があった場所はセルウィウス城壁の隆起の両側とポルタ・エスクィリナの南北のいずれかとされているが、庭園の正確な位置を決定付ける文献資料は乏しい。
エスクィリヌスのネクロポリス (Esquiline Necropolis) の墓石を彫るための刻器が、現在のヴィットーリオ・エマヌエーレ2世広場の北西角地の近くで発見されている。
エスクィリヌスの古い門の外側とティブルティーナ街道の北側、「ホルティ・マエケナティアニ」（horti Maecenatiani）はセルウィリウス城壁に隆起した両側の門と道路から北側へ恐らく拡張されていた。
マエケナス庭園はマエケナスの死後、帝国の資産となった。なお、ティベリウスが2年にローマへ帰国した後は従来までのカリナエにあったポンペイウス邸宅からマエケナス庭園へ住居を変えた。
64年には皇帝ネロがパラティヌスの丘にあった皇帝宮殿のドムス・トランシトリア(Domus Transitoria)と繋がっていたマエケナスの別荘（塔） で、ローマ大火の様子を眺めていたと伝わっている。
ネロが滞在していたと伝わるマエケナスの別荘（塔）は、恐らくホラティウスが言及していた「モレム・プロピンクァム・ヌビブス・アルドゥイス」（molem propinquam nubibus arduis、雲の中にある山）であった考えられている。
マルクス・コルネリウス・フロント(en)によって購入された「ホルティ・マエケナティアニ」 が実際にマエケナスの庭園であったかは知られていない、そして12世紀にマギステル・グレゴリウスによって言及された「ドムス・フロントニアナ（domus Frontoniana）」がマエケナス庭園であったかもしれない。

## メセナの語源

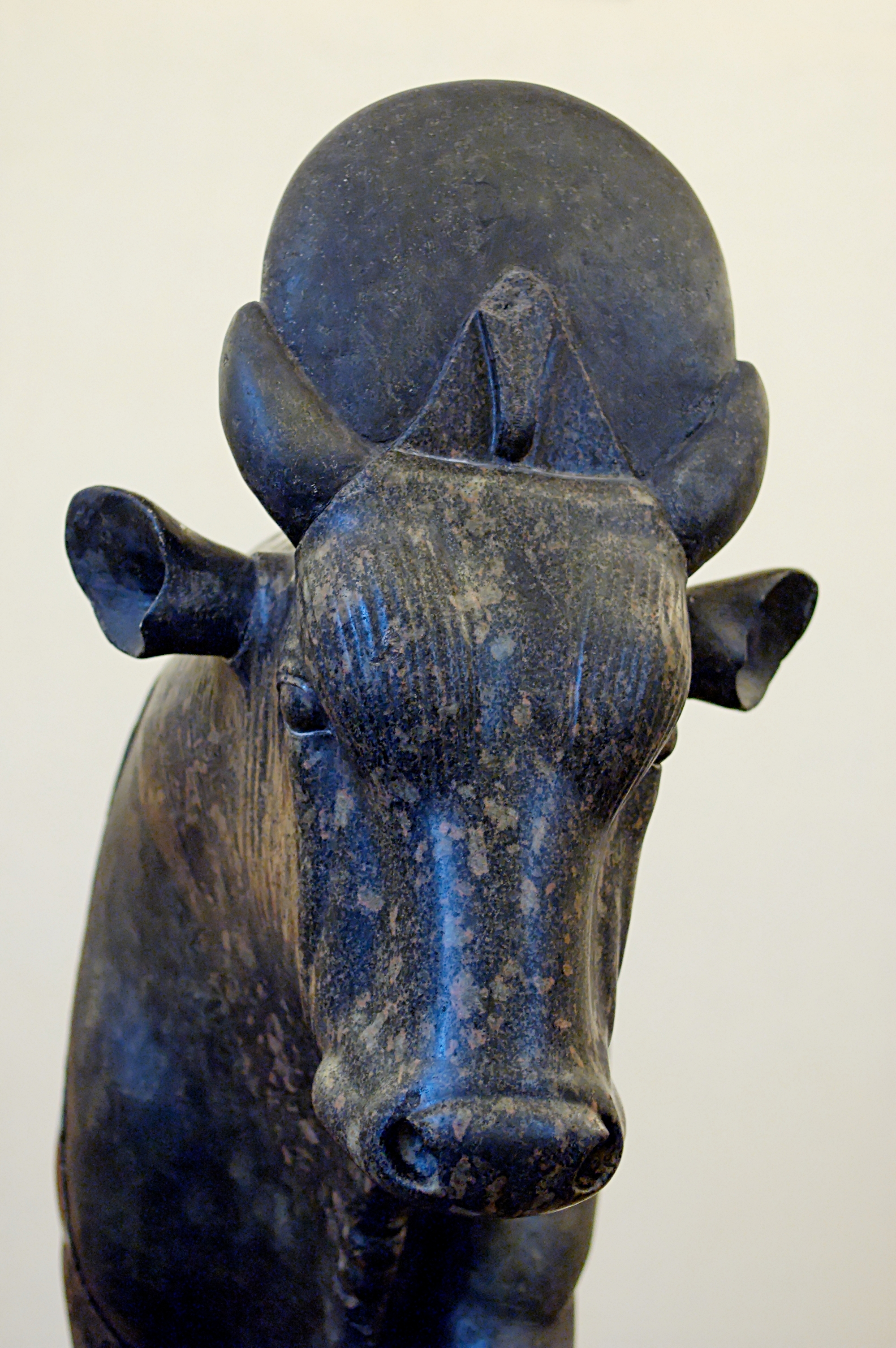
マエケナス庭園の近くで発見された花崗閃緑岩に彫られた古代エジプトの神アピスの石像。
（ローマ国立博物館（アルテンプス宮）収蔵）。

マエケナスの名前は後世まで伝わり、今日では「裕福な支援者」を意味することとなった。マエケナスが果たした功績はマエケナス死後にウェルギリウスによって書かれた『Elegiae in Maecenatem』とその続編の『Appendix Vergiliana』の2つの詩集で称えられた。
マエケナスに因んだ「裕福な支援者」を意味する言葉は様々な言語で用いられることとなり、メセナ（フランス語: mécénat）がそれに該当する。なお、他の言語について、イタリア語で「mecenate」、ドイツ語で「Mäzen」、スペイン語で「mecenas」、オランダ語で「mecenaat」、フィンランド語で「mesenaatti」、ルーマニア語で「mecen」、ギリシア語で「μαικήνας」、スロベニア語で「mecen」、ロシア語で「меценат」がそれぞれ該当する。

## 逸話・人物
・カッシウス・ディオはオクタウィアヌスが今後の政体についてアグリッパとマエケナスに相談し、それぞれ民主制と王制を主張して後者が採用されたとしているが、この逸話はディオの創作とされる。
・プリニウスはローマで仔驢馬の肉を珍味として広めようとした人物としている。
・タキトゥスはマエケナスがバテユッルスという役者を寵愛し、アウグストゥスものその影響で芝居見物に興じるようになったとしている。
・武骨で農夫的なアグリッパに対し奢侈や快楽を好み、両者の折り合いは悪かったとされる。